# تلابت
تلابت (به عربی: تلابت) یک منطقهٔ مسکونی در تونس است که در استان قصرین واقع شده‌است. تلابت ۶٬۰۴۶ نفر جمعیت دارد.